# Gimme More
"Gimme More" is de eerste single van Blackout van Britney Spears, en werd geproduceerd door Danja. Het nummer lekte uit op het internet op 30 augustus 2007 en debuteerde officieel op dezelfde dag op de radiozender Z100.
De digitale single werd op 25 september uitgebracht in de iTunes Store en kwam twee dagen later op de eerste plaatst terecht. In de Verenigde Staten kwam "Gimme more" in de eerste week van oktober binnen op nummer drie in de Billboard Hot 100. De single werd in Australië en in de Verenigde Staten uitgebracht op 9 oktober en op 29 oktober in Europa.
In Nederland is de single nog niet zo succesvol als de vorige. De Top 40 is inmiddels behaald, met een moeizame start op nummer 33.

## Videoclip
De clip werd geregisseerd door debuterend regisseur Jaka Sarfaty en werd opgenomen in een warenhuis in Los Angeles op 19 juli en 7 augustus 2007. De videoclip had zijn wereldpremière op de Amerikaanse iTunes Store op 5 oktober. De televisiepremière was op het Canadese MuchMusic op 7 oktober 2007.
De clip start met een blonde Spears die met vrienden aan een bar zitten in een stripclub, wanneer een brunette Spears begint te paaldansen. Ze start met paaldansen, zet haar hoed af en begint harder te dansen terwijl een man haar bekijkt. De blonde Spears en haar vrienden zijn gelukkig en lijken geïnteresseerd in de man. Nadat de brunette Spears wordt omringd door andere vrouwelijke dansers doet ze haar vest uit en gebruikt ze het kledingstuk om haar borsten af te dekken terwijl ze doorgaat met dansen. De clip eindigt met de blonde Spears en haar vrienden die naar de man kijken terwijl ze een leuke tijd hebben bij de bar.

## Hitnotering
| Gimme More in de Nederlandse Top 40 binnen: 17 november 2007 | Gimme More in de Nederlandse Top 40 binnen: 17 november 2007 | Gimme More in de Nederlandse Top 40 binnen: 17 november 2007 | Gimme More in de Nederlandse Top 40 binnen: 17 november 2007 |
| Week                                                         | 1                                                            | 2                                                            | 3                                                            |
| ------------------------------------------------------------ | ------------------------------------------------------------ | ------------------------------------------------------------ | ------------------------------------------------------------ |
| Nummer                                                       | 33                                                           | 32                                                           | uit                                                          |

| Gimme More in de Ultratop 50 - binnen: 20 oktober 2007 | Gimme More in de Ultratop 50 - binnen: 20 oktober 2007 | Gimme More in de Ultratop 50 - binnen: 20 oktober 2007 | Gimme More in de Ultratop 50 - binnen: 20 oktober 2007 | Gimme More in de Ultratop 50 - binnen: 20 oktober 2007 | Gimme More in de Ultratop 50 - binnen: 20 oktober 2007 | Gimme More in de Ultratop 50 - binnen: 20 oktober 2007 | Gimme More in de Ultratop 50 - binnen: 20 oktober 2007 | Gimme More in de Ultratop 50 - binnen: 20 oktober 2007 | Gimme More in de Ultratop 50 - binnen: 20 oktober 2007 | Gimme More in de Ultratop 50 - binnen: 20 oktober 2007 | Gimme More in de Ultratop 50 - binnen: 20 oktober 2007 | Gimme More in de Ultratop 50 - binnen: 20 oktober 2007 | Gimme More in de Ultratop 50 - binnen: 20 oktober 2007 | Gimme More in de Ultratop 50 - binnen: 20 oktober 2007 | Gimme More in de Ultratop 50 - binnen: 20 oktober 2007 | Gimme More in de Ultratop 50 - binnen: 20 oktober 2007 | Gimme More in de Ultratop 50 - binnen: 20 oktober 2007 | Gimme More in de Ultratop 50 - binnen: 20 oktober 2007 | Gimme More in de Ultratop 50 - binnen: 20 oktober 2007 |
| Week                                                   | 1                                                      | 2                                                      | 3                                                      | 4                                                      | 5                                                      | 6                                                      | 7                                                      | 8                                                      | 9                                                      | 10                                                     | 11                                                     | 12                                                     | 13                                                     | 14                                                     | 15                                                     | 16                                                     | 17                                                     | 18                                                     | 19                                                     |
| ------------------------------------------------------ | ------------------------------------------------------ | ------------------------------------------------------ | ------------------------------------------------------ | ------------------------------------------------------ | ------------------------------------------------------ | ------------------------------------------------------ | ------------------------------------------------------ | ------------------------------------------------------ | ------------------------------------------------------ | ------------------------------------------------------ | ------------------------------------------------------ | ------------------------------------------------------ | ------------------------------------------------------ | ------------------------------------------------------ | ------------------------------------------------------ | ------------------------------------------------------ | ------------------------------------------------------ | ------------------------------------------------------ | ------------------------------------------------------ |
| Nummer                                                 | 36                                                     | 18                                                     | 10                                                     | 5                                                      | 7                                                      | 6                                                      | 5                                                      | 7                                                      | 10                                                     | 12                                                     | 20                                                     | 20                                                     | 18                                                     | 18                                                     | 29                                                     | 32                                                     | 38                                                     | 49                                                     | uit                                                    |